# Heppach (Jagst)
Der Heppach ist ein über drei Kilometer langer Bach in der Stadtteilgemarkung Lendsiedel von Kirchberg an der Jagst im Landkreis Schwäbisch Hall im nordöstlichen Baden-Württemberg, der im Weiler Eichenau von links und Süden in die mittlere Jagst mündet.

## Geographie

### Verlauf
Der Heppach entsteht fast zwei Kilometer südlich des Dorfes Lendsiedel zwischen den zwei Waldinseln Birkenlehle im Westen und Geißholz dichter im Osten an einer Nebenstraße vom südlichsten Weiler Kleinallmerspann der Gemarkung und der Stadt her. Sein Lauf beginnt dort im Feldgewann Sefelsbach nach einem Hohlwegeinschnitt der Straße unbeständig im linken Randgraben auf etwa 425 m ü. NHN. Schon am nächsten Feldwegabzweig kehrt er sich nordwestwärts von dieser Straße ab und durchläuft zwischen Feldern die Kraftklinge – trotz des Namens eher nur eine kleine Geländemulde – in etwas wechselnder Richtung und begleitet von einem Feldgehölz. Auch hier führt das etwa ein Meter breite Bett nur selten Wasser, es wird aber zu Regenzeiten aus Dränagerohre von den umgebenden Feldern her gespeist.
Etwa 0,8 km nach seinem obersten Anfang läuft das Gewässer in den 0,8 ha großen Röteweiher ein, auch Lendsiedler See genannt, einen erst in der zweiten Hälfte des 20. Jahrhunderts angelegten Stauweiher, der fast geschlossen von einem Baum- und Strauchgürtel umgeben ist. Über den Mönch des Weihers fließt das Wasser durch den Erddamm ab, der Bach kehrt sich nach Nordosten und läuft weiterhin zwischen Feldern am Gewann Höllenwiesen entlang.
Etwa 1,9 km nach dem genannten Ursprung nimmt der Heppach dann an einem querenden ausgebauten Feldweg seinen einzigen bedeutenderen Zufluss Teufelsbach von Dörrmenz im Westsüdwesten her auf, der etwa 1,0 km lang ist und etwa 1,0 km² zu seinem Einzugsgebiet beiträgt. Der Heppach fließt nun fast nördlich und nahe an dem Dorf Lendsiedel auf dem rechten Hang vorbei, ehe er am westlichen Ortseingang auf etwa 347 m ü. NHN die Kreisstraße K 2664 Dörrmenz–Lendsiedel kreuzt. Dahinter beginnt, anfangs zwischen Gebäuden des Dorfes, der neue Talabschnitt einer etwa drei Viertelskilometer langen Muschelkalk-Klinge mit steilen, waldbaumbestandenen Flanken, durch das ihm die Kreisstraße K 2516 zum Weiler Eichenau im Flusstal der Jagst hinab folgt. Nachdem sich die Klinge zur dortigen linken Talweitung des Flusses geöffnet hat, durchfließt der Heppach auf seinem letzten Viertelskilometer den Weiler mit seinen drei alten Talmühlen, wird dabei von der Landesstraße L 1041 gekreuzt, und mündet dann, gleich nach dem Rücklauf des Kanals der Mittelmühle und etwas weiter vor dem Wehr der Gaismühle/Untermühle und der ihm unterhalb gleich folgenden steinernen Flussbrücke der Landesstraße, hinterm Haus Jagsttalstraße 40 auf etwa 325,9 m ü. NHN von links in die mittlere Jagst.
Der vom genannten unbeständigen Ursprung an etwa 3,3 km lange Heppach verliert auf dieser Strecke etwa 99 Meter an Höhe, seine mittleres Sohlgefälle liegt damit bei etwa 30 ‰.
Der Heppach fließt fast überall neben Gras- oder Feldwegen oder Straßen, doch in natürlicher Mulde. Bis zum Zufluss des Teufelsbachs ist er begradigt, die ihn auf diesem Abschnitt begleitenden Bäume und Feldhecken sind offenbar angepflanzt. Danach läuft er naturnah erst in der weiten Mulde wenig westlich des südlichen Lendsiedel, in kleinen Mäandern und begleitet von natürlichem Gehölz, danach mehr noch so in der folgenden Unterlaufklinge, wo sich auch das bewaldete Tal in kleine Schlingen legt. Eichenau durchquert er zwischen Ufermauern in einem für die Klingenbach-Unterläufe durch die Orte an der mittleren Jagst typischen Trog.

### Einzugsgebiet
Das Einzugsgebiet ist 4,9 km² groß und liegt, in naturräumlicher Sicht, mit seinem oberen Bereich im Unterraum Haller Ebene der Hohenloher und Haller Ebene, mit dem mittleren bis etwa Lendsiedel auf dem Östlichen Kocher-Jagst-Riedel danach im Mittleren Jagsttal, beides Unterräume der Kocher-Jagst-Ebenen. Geologisch dominiert in den höchsten, südlichen Teilen des Einzugsgebietes aus quartärer Ablagerung rührendes Lösssediment, darunter bedeckt als höchste tertiäre Schicht der Lettenkeuper (Erfurt-Formation) den größeren Teil der Hochebene bis hin zur bei Lendsiedel beginnenden Unterlaufklinge, die in den Oberen Muschelkalk eingeschnitten ist. Am Anfang der Klinge gibt es einen kleinen aufgelassenen Kalksteinbruch, der als Geotop ausgewiesen ist.
Der mit etwa 442 m ü. NHN höchste Punkt liegt an der Südspitze im Waldgewann Oberes Geißholz. Von hier an trennt die Wasserscheide im Westen größtenteils vom Einzugsgebiet des Scherrbachs, zuletzt von dem des viel kleineren und sehr unbeständigen Eichenbachs. Hinter der östlichen Wasserscheide entwässert ganz kurz im Bereich des Oberen Geißholzes der Herboldshauser Bach das angrenzende Gebiet, danach überwiegend der weiter aufwärts bei Kirchberg mündende Schindelbach. Alle diese Konkurrenten laufen ebenfalls etwa nordwärts zur Jagst.
Der Wald im Einzugsgebiet beschränkt sich auf dessen Anteil am Geißholz, daneben den am Birkenlehle und den Talwald in der Unterlaufklinge, insgesamt macht er aber nur rund ein Zwanzigstel der Fläche aus. Deren weit überwiegender Teil ist die von Feldern dominierte, offene und kleinhügelige Hochebene. Das an den Beginn des Unterlaufs grenzende Dorf Lendsiedel liegt ganz darin, der kleine Weiler Eichenau an der Mündung etwa zur Hälfte. Das ansonsten siedlungslose Gebiet liegt innerhalb der Lendsiedler Stadtteilgemarkung der Kleinstadt Kirchberg an der Jagst.

### Zuflüsse und Seen
- Durchfließt auf etwa 385 m ü. NHN[LUBW 1] den Stausee Röteweiher, auch Lendsiedler See, am Ende der Kraftsklinge, 0,8 ha.[LUBW 6]
- Teufelsbach, von links und Westsüdwesten auf knapp 355 m ü. NHN[LUBW 1] an einer Feldwegkreuzung schon nahe bei Lendsiedel, 1,0 km[LUBW 3] und ca. 1,0 km².[LUBW 7] Entsteht auf etwa 365 m ü. NHN[LUBW 1] an einem Feldweg in den Straßenwiesen östlich von Dörrmenz.

## Landschaftsschutzgebiet
Die Unterlaufklinge ab der unteren Ortsgrenze Lendsiedels ist Teil des Landschaftsschutzgebietes Mittleres Jagsttal mit Nebentälern und angrenzenden Gebieten.

## Geschichte
In den Waldinseln Geißholz und Birkenlehle gibt es, wie häufig in den von Wald eingenommenen Hochlagen der umgebenden Gäulandschaft, einige Grabhügel.

### LUBW
Amtliche Online-Gewässerkarte mit passendem Ausschnitt und den hier benutzten Layern: Lauf und Einzugsgebiet des Heppachs

Allgemeiner Einstieg ohne Voreinstellungen und Layer: Daten- und Kartendienst der Landesanstalt für Umwelt Baden-Württemberg (LUBW) (Hinweise)
1. 1 2 3 4 5 6  Höhe nach dem Höhenlinienbild auf dem Hintergrundlayer Topographische Karte.
2. ↑  Höhe nach schwarzer Beschriftung auf dem Hintergrundlayer Topographische Karte.
3. 1 2  Länge nach dem Layer Gewässernetz (AWGN).
4. ↑  Einzugsgebiet nach dem Layer Basiseinzugsgebiet (AWGN).
5. 1 2  Schutzgebiete nach den einschlägigen Layern.
6. ↑  Seefläche nach dem Layer Stehende Gewässer.
7. ↑  Einzugsgebiet abgemessen auf dem Hintergrundlayer Topographische Karte.

### Andere Belege
1. ↑  Wolf-Dieter Sick: Geographische Landesaufnahme: Die naturräumlichen Einheiten auf Blatt 162 Rothenburg o. d. Tauber. Bundesanstalt für Landeskunde, Bad Godesberg 1962. → Online-Karte (PDF; 4,7 MB)
2. ↑  Geologie grob nach: Mapserver des Landesamtes für Geologie, Rohstoffe und Bergbau (LGRB) (Hinweise)